# Regress (Recht)
Regress bedeutet im weiteren Sinne Anspruch auf Schadensersatz. In einem engeren Sinne ist der Regress das Recht eines Schuldners, bei einem Dritten Ersatz für die erbrachten Leistungen zu fordern, etwa wenn der Geschäftsinhaber, der für die von einem Angestellten verursachten Schäden einstehen muss, den Angestellten dafür aber in Regress nehmen kann.

## Grundzüge
Regress ist kein Rechtsbegriff; die Gesetze sprechen regelmäßig von Rückgriff. Beim Regress sind regelmäßig (mindestens) zwei Parteien beteiligt. Einerseits der Gläubiger, der etwas aus Vertrag oder Gesetz vom Schuldner verlangen darf. Leistet dieser, darf er wiederum bei einem Dritten das von ihm Geleistete seinerseits verlangen. Der Anspruch des Schuldners gegenüber dem Dritten ist der Regressanspruch. Dieser ist dem Wesen nach ein Anspruch auf Schadensersatz. Das Gesetz geht davon aus, dass letztlich derjenige für den Schaden haften soll, den es angeht. 

## Regresstechniken
Das deutsche Zivilrecht kennt verschiedene Rückgriffstechniken:
- Der häufigste Fall ist der gesetzliche Forderungsübergang (Legalzession, lateinisch cessio legis). Der Anspruch gegen den Dritten geht durch die Leistung nicht unter, sondern geht automatisch vom befriedigten Gläubiger auf den Leistenden über. Mit dem Forderungsübergang erwirbt er auch alle Sicherungsmittel der Forderung, muss jedoch die bereits verstrichene Verjährungsfrist gegen sich gelten lassen.
- Schon seltener ist der Fall der Schaffung eines neuen Anspruchs des Leistenden gegen den Dritten. Eine solche Regelung findet sich etwa in § 426 Abs. 1 BGB für den Gesamtschuldner, bei dem das Gesetz beide Rückgriffstechniken kombiniert. Bei diesem Weg gehen Sicherungsmittel nicht über, aber die Verjährung beginnt erst mit der Entstehung des Rückgriffsanspruchs.
- Gibt es keine spezielle gesetzliche Regelung, so kann der Rückgriff über das Bereicherungsrecht erfolgen.

## Beispiele von Rechtsmöglichkeiten
- Arbeitsrecht:
  - Die Arbeitnehmerhaftung bei betrieblich veranlasster Tätigkeit ist vor allem deshalb eingeschränkt, weil der Arbeitnehmer fremdbestimmte Arbeit leistet und keinen Einfluss auf die Organisation des Betriebs hat, keine Organisationsverantwortung trägt. Der Arbeitgeber kann beim Arbeitnehmer nur dann Rückgriff nehmen, wenn der Arbeitgeber einen Schaden zu tragen hat, der durch den Arbeitnehmer grob fahrlässig oder vorsätzlich herbeigeführt worden ist (§ 823 Abs. 1 BGB). Eine Schadensteilung kommt bei „mittlerer Fahrlässigkeit“ in Betracht.
  - Die Berufsgenossenschaft als Schadensträger von Betriebsunfällen kann Rückgriff nehmen, wenn Arbeitgeber oder Arbeitnehmer den Betriebsunfall vorsätzlich oder grob fahrlässig herbeigeführt haben (§ 110 Abs. 1 SGB VII).
  - Ist einem Arbeitnehmer durch die Arbeitsunfähigkeit ein Verdienstausfall entstanden und kann er aufgrund gesetzlicher Vorschriften von einem Dritten hierfür Schadensersatz verlangen, so geht dieser Anspruch gemäß § 6 Abs. 1 EtGFG insoweit auf den Arbeitgeber über, als dieser dem Arbeitnehmer nach diesem Gesetz Arbeitsentgelt fortgezahlt hat.
- Beamtenrecht:
  - Im Rahmen der Staatshaftung kann dem Dienstherrn gegen einen Beamten ein Regressanspruch zustehen, wenn dieser eine Amtspflichtsverletzung begangen hat (§ 839 Abs. 1 BGB). Auch hier gilt die persönliche Haftung bei Vorsatz oder grober Fahrlässigkeit (§ 75 Abs. 1 BBG) als so genannte Beamtenhaftung.

## Folgen
Der Regressanspruch gewährt dem Schuldner die Möglichkeit, die bei ihm eingetretene Vermögensminderung (oder Schuldenerhöhung) dadurch wieder auszugleichen, dass er bei einem Dritten diesen Regressanspruch durchzusetzen versucht. Häufig wird dies misslingen, weil der Dritte nicht zahlungskräftig ist, da er beispielsweise bereits bei der Bürgschaft erfolglos vom Gläubiger zur Zahlung aufgefordert wurde.

## International
Die deutschen Regressregeln sind in der Schweiz und Österreich ähnlich gestaltet. In der Schweiz ist die echte Solidarität in Art. 50 OR und Art. 148 Abs. 1 OR geregelt, für die unechte Solidarität gilt Art. 51 Abs. 2 OR. Gemäß der Regelung in Art. 533 OR tragen die einfachen Gesellschafter die Belastung, soweit nichts anderes vereinbart ist, nach den Anteilen der Gewinn- und Verlust-Beteiligung. Erben tragen die Erblasserschulden, mangels anderer Abreden, nach Art. 640 Abs. 3 ZGB untereinander im Verhältnis ihrer Erbanteile.
Hat in Österreich ein Unternehmer einem Verbraucher Gewähr geleistet, so kann er von seinem Vormann, wenn auch dieser Unternehmer ist, auch nach Ablauf der Fristen des § 933 ABGB die Gewährleistung fordern (§ 933b ABGB). Der Oberste Gerichtshof (OGH) hat entschieden, dass bei Betriebsübergängen durch Pächterwechsel der Neupächter gegenüber dem Altpächter ein gesetzliches Rückgriffsrecht hat, wenn er Ansprüche von übernommenen Arbeitnehmern bei Beendigung des Arbeitsverhältnisses erfüllt. Wenn der Neupächter alle Ansprüche des Arbeitnehmers erfüllt hat, steht ihm ein Rückgriffsanspruch gegen den Altpächter für die bis zum Betriebsübergang entstandenen Ansprüche für maximal 5 Jahre ab Betriebsübergang zu. Der Pflegeregress ermöglicht einer geförderten Langzeitpflege einer Person den Rückgriff der Bundesländer auf das Privatvermögen des Betroffenen und dessen Angehörigen.
Hat die Republik Österreich auf Grund von völkerrechtlichen Vereinbarungen wie dem Übereinkommen über die völkerrechtliche Haftung für Schäden durch Weltraumgegenstände einem Geschädigten durch eine Weltraumaktivität verursachte Schäden ersetzt, so steht dem Bund ein Rückgriffsrecht gegen den Betreiber zu (§ 11 Weltraumgesetz).
Das UN-Kaufrecht regelt auch das Regressrecht des CISG-Importeurs gegen den CISG-Exporteur bei Produkthaftungsfällen. Dabei setzt das Regressrecht voraus, dass der Letztverkäufer seinem Endabnehmer, dem Verbraucher, aufgrund einer Vertragswidrigkeit haftet.